# Persone di nome Umberto
| Questa pagina contiene informazioni ricavate automaticamente dalle voci biografiche con l'ausilio del template Bio e di un bot. L'aggiornamento è periodico e automatico e ricostruisce completamente la pagina. Se manca una persona in questa lista, sei pregato di non aggiungerla, ma accertati piuttosto che la sua voce biografica contenga il template Bio e che i dati anagrafici siano correttamente compilati. Se il template Bio manca, inseriscilo tu stesso o, in alternativa, metti l'avviso {{tmp\|Bio}} che ne segnala la mancanza. Se i dati riportati sono sbagliati, correggi direttamente la voce biografica; le modifiche saranno visibili in questa lista entro pochi giorni. Per chiarimenti vedi il progetto antroponimi. La lista contiene solo le 481 persone che sono citate nell'enciclopedia e per le quali è stato implementato correttamente il template Bio. Pagina aggiornata al 6 ago 2025. |

Questa è una lista di persone presenti nell'enciclopedia che hanno il nome Umberto, suddivise per attività principale.

## Allenatori di calcio(6)
- Umberto Barberis, allenatore di calcio e ex calciatore svizzero (Sion, n. 1952)
- Umberto Dadone, allenatore di calcio italiano (La Spezia, n. 1904 - Alessandria, † 1982)
- Umberto Lombardo, allenatore di calcio e calciatore italiano (Montemagno, n. 1905 - Castel Rocchero, † 1990)
- Umberto Louzer, allenatore di calcio e ex calciatore brasiliano (Vila Velha, n. 1980)
- Umberto Serradimigni, allenatore di calcio e calciatore italiano (Sassari, n. 1931 - Sassari, † 2015)
- Umberto Zanolla, allenatore di calcio italiano (Monfalcone, n. 1904)

## Allenatori di pallacanestro(1)
- Umberto Badioli, allenatore di pallacanestro italiano (Pesaro, n. 1959)

## Alpinisti(1)
- Umberto Balestreri, alpinista e magistrato italiano (Brescia, n. 1889 - Bernina svizzero, † 1933)

## Ammiragli(4)
- Umberto Alessandrini, ammiraglio italiano (Castelnuovo, n. 1942)
- Umberto Bucci, ammiraglio e politico italiano (Napoli, n. 1877 - Bari, † 1950)
- Umberto Guarnieri, ammiraglio e dirigente d'azienda italiano (Capua, n. 1937)
- Umberto Rouselle, ammiraglio italiano (La Spezia, n. 1898 - Roma, † 1969)

## Anarchici(2)
- Umberto Postiglione, anarchico italiano (Raiano, n. 1893 - San Demetrio ne' Vestini, † 1924)
- Umberto Tommasini, anarchico italiano (Vivaro, n. 1896 - Vivaro, † 1980)

## Antifascisti(2)
- Umberto Ceva, antifascista e dirigente d'azienda italiano (Pavia, n. 1900 - Roma, † 1930)
- Umberto Marzocchi, antifascista e anarchico italiano (Firenze, n. 1900 - Savona, † 1986)

## Apneisti(1)
- Umberto Pelizzari, apneista e conduttore televisivo italiano (Busto Arsizio, n. 1965)

## Arabisti(1)
- Umberto Rizzitano, arabista e islamista italiano (Alessandria d'Egitto, n. 1913 - Palermo, † 1980)

## Arbitri di calcio(2)
- Umberto Branzoni, arbitro di calcio italiano (Pavia, n. 1930 - Pavia, † 1981)
- Umberto Gama, arbitro di calcio italiano (Orta Novarese, n. 1895 - Milano, † 1942)

## Archeologi(3)
- Umberto Broccoli, archeologo, autore televisivo e conduttore radiofonico italiano (Roma, n. 1954)
- Umberto Calzoni, archeologo italiano (San Martino in Colle, n. 1881 - † 1959)
- Umberto Zanotti Bianco, archeologo, ambientalista e filantropo italiano (La Canea, n. 1889 - Roma, † 1963)

## Architetti(4)
- Umberto Cuzzi, architetto italiano (Parenzo, n. 1891 - Torino, † 1973)
- Umberto Di Segni, architetto italiano (Tripoli, n. 1894 - Natanya, † 1958)
- Umberto Nordio, architetto italiano (Trieste, n. 1891 - Trieste, † 1971)
- Umberto Riva, architetto e designer italiano (Milano, n. 1928 - Palermo, † 2021)

## Arcivescovi cattolici(3)
- Umberto Malchiodi, arcivescovo cattolico italiano (Piacenza, n. 1889 - Piacenza, † 1974)
- Umberto I da Pirovano, arcivescovo cattolico e politico italiano (Milano - Benevento, † 1166)
- Umberto III da Terzago, arcivescovo cattolico italiano (Terzago - Milano, † 1196)

## Artigiani(1)
- Umberto Bellotto, artigiano italiano (Venezia, n. 1882 - Venezia, † 1940)

## Artisti(6)
- Umberto Cavenago, artista italiano (Milano, n. 1959)
- Umberto Franci, artista italiano (Urbino, n. 1909 - Urbino, † 2012)
- Umberto Giunti, artista italiano (n. 1886 - † 1970)
- Umberto Mariani, artista e pittore italiano (Milano, n. 1936)
- Umberto Mezzana, artista italiano (Civitavecchia, n. 1933 - Roma, † 2003)
- Umberto Peschi, artista e scultore italiano (Macerata, n. 1912 - Macerata, † 1992)

## Assassini seriali(1)
- Umberto Zadnich, serial killer italiano (Trieste, n. 1930)

## Astrofisici(1)
- Umberto Dall'Olmo, astrofisico italiano (Bologna, n. 1925 - Bologna, † 1980)

## Astronauti(1)
- Umberto Guidoni, astronauta, astrofisico e scrittore italiano (Roma, n. 1954)

## Attivisti(1)
- Umberto Massola, attivista e politico italiano (Pinerolo, n. 1904 - Roma, † 1978)

## Attori(13)
- Umberto Bortolani, attore italiano (Bologna, n. 1950)
- Umberto Ceriani, attore italiano (Milano, n. 1939)
- Umberto D'Orsi, attore italiano (Trieste, n. 1929 - Roma, † 1976)
- Umberto Di Grazia, attore italiano (Viterbo, n. 1941)
- Umberto Guarracino, attore italiano (La Spezia, n. 1885 - La Spezia, † 1935)
- Umberto Mozzato, attore e regista italiano (Bologna, n. 1879 - Torino, † 1947)
- Umberto Orsini, attore italiano (Novara, n. 1934)
- Umberto Raho, attore italiano (Bari, n. 1922 - Anzio, † 2016)
- Umberto Sacripante, attore italiano (Roma, n. 1904 - Roma, † 1975)
- Umberto Sardella, attore e comico italiano (Bari, n. 1956)
- Umberto Sclanizza, attore italiano (n. 1893 - † 1951)
- Umberto Smaila, attore, cabarettista e musicista italiano (Verona, n. 1950)
- Umberto Spadaro, attore italiano (Ancona, n. 1904 - Roma, † 1981)

## Attori teatrali(1)
- Umberto Casilini, attore teatrale e attore cinematografico italiano (Bologna, n. 1880 - Torino, † 1942)

## Aviatori(4)
- Umberto Calvello, aviatore italiano (Pistoia, n. 1897 - Venezia, † 1919)
- Umberto Coppini, aviatore e militare italiano (Siena, n. 1916 - Valdeltormo, † 1938)
- Umberto Klinger, aviatore, politico e imprenditore italiano (Saluzzo, n. 1900 - Venezia, † 1971)
- Umberto Nistri, aviatore, militare e imprenditore italiano (Roma, n. 1895 - Roma, † 1962)

## Avvocati(8)
- Umberto Ambrosoli, avvocato e saggista italiano (Milano, n. 1971)
- Umberto Becchelli, avvocato e politico italiano (Albano Laziale, n. 1930 - † 2000)
- Umberto Bozzini, avvocato, poeta e drammaturgo italiano (Lucera, n. 1876 - † 1921)
- Umberto Cipollone, avvocato e politico italiano (Lanciano, n. 1883 - † 1961)
- Umberto Ferrigni, avvocato, giornalista e commediografo italiano (Firenze, n. 1866 - Parigi, † 1932)
- Umberto Ortolani, avvocato, imprenditore e dirigente pubblico italiano (Roma, n. 1913 - Roma, † 2002)
- Umberto Tupini, avvocato e politico italiano (Roma, n. 1889 - Roma, † 1973)
- Umberto Zanfagnini, avvocato e politico italiano (Pavia di Udine, n. 1903 - Udine, † 1984)

## Baritoni(2)
- Umberto Borghi, baritono italiano (Mantova, n. 1929 - Milano, † 2009)
- Umberto Urbano, baritono italiano (Livorno, n. 1885 - † 1969)

## Biologi(1)
- Umberto D'Ancona, biologo e zoologo italiano (Fiume, n. 1896 - Marina di Ravenna, † 1964)

## Bobbisti(1)
- Umberto Prato, ex bobbista italiano (Merano, n. 1959)

## Boccisti(1)
- Umberto Granaglia, boccista italiano (Venaria Reale, n. 1931 - Rivoli, † 2008)

## Canottieri(1)
- Umberto Bonadè, canottiere italiano (Piacenza, n. 1909 - Piacenza, † 1992)

## Cantanti(2)
- Umberto Lupi, cantante italiano (Trieste, n. 1941)
- Umberto Marcato, cantante italiano (Padova, n. 1930 - Padova, † 2024)

## Cantautori(6)
- Umberto Bindi, cantautore, compositore e pianista italiano (Bogliasco, n. 1932 - Roma, † 2002)
- Umberto Da Preda, cantautore italiano (Venezia, n. 1935 - Venezia, † 2013)
- Umberto Maria Giardini, cantautore italiano (Sant'Elpidio a Mare, n. 1968)
- Umberto Napolitano, cantautore italiano (Brescia, n. 1947)
- Umberto Palazzo, cantautore, musicista e produttore discografico italiano (Vasto, n. 1964)
- Umberto Tozzi, cantautore e chitarrista italiano (Torino, n. 1952)

## Cardinali(4)
- Umberto Betti, cardinale italiano (Pieve Santo Stefano, n. 1922 - Fiesole, † 2009)
- Umberto Mozzoni, cardinale e arcivescovo cattolico argentino (Buenos Aires, n. 1904 - Roma, † 1983)
- Umberto di Silva Candida, cardinale e vescovo francese (Borgogna - Roma, † 1061)
- Umberto IV da Pirovano, cardinale italiano (Milano - Milano, † 1211)

## Cestisti(7)
- Umberto Bernasconi, cestista uruguaiano (Montevideo, n. 1910)
- Umberto Borghi, cestista italiano (n. 1928 - † 1976)
- Umberto Cappelletti, ex cestista italiano (Cantù, n. 1960)
- Umberto Coppari, ex cestista italiano (Macerata, n. 1964)
- Umberto De Feo, cestista italiano (San Paolo, n. 1914)
- Umberto Fedeli, cestista, allenatore di pallacanestro e arbitro di pallacanestro italiano (Roma, n. 1903 - Milano, † 1996)
- Umberto Turolla, cestista italiano

## Chimici(2)
- Umberto Colombo, chimico, dirigente d'azienda e politico italiano (Livorno, n. 1927 - Roma, † 2006)
- Umberto Pomilio, chimico e imprenditore italiano (Chieti, n. 1890 - Francavilla al Mare, † 1964)

## Chirurghi(1)
- Umberto Parini, chirurgo italiano (Aosta, n. 1944 - Aymavilles, † 2007)

## Chitarristi(1)
- Umberto Fiorentino, chitarrista italiano (Roma, n. 1956)

## Ciclisti su strada(7)
- Umberto Berni, ciclista su strada italiano (Firenze, n. 1900 - Genova, † 1945)
- Umberto Guarducci, ciclista su strada italiano (Ponte Valleceppi, n. 1911 - Chieti, † 1962)
- Umberto Marengo, ciclista su strada e mountain biker italiano (Giaveno, n. 1992)
- Umberto Orsini, ex ciclista su strada italiano (Empoli, n. 1994)
- Umberto Poli, ciclista su strada italiano (Bovolone, n. 1996)
- Umberto Ripamonti, ciclista su strada italiano (Milano, n. 1895 - Milano, † 1959)
- Umberto Turconi, ciclista su strada italiano

## Circensi(1)
- Umberto Guillaume, circense italiano (Brescia, n. 1872 - Parigi, † 1935)

## Climatologi(1)
- Umberto Monterin, climatologo italiano (Gressoney-La-Trinité, n. 1887 - Torino, † 1940)

## Compositori(6)
- Umberto Balsamo, compositore e cantautore italiano (Catania, n. 1942)
- Umberto Galassi, compositore italiano (Roma)
- Umberto Giordano, compositore italiano (Foggia, n. 1867 - Milano, † 1948)
- Umberto Mancini, compositore e direttore d'orchestra italiano (Petrella Liri, n. 1894 - Roma, † 1954)
- Umberto Rotondi, compositore italiano (Milano, n. 1937 - Bareggio, † 2007)
- Umberto Scipione, compositore, pianista e direttore d'orchestra italiano (Formia, n. 1960)

## Costumisti(1)
- Umberto Tirelli, costumista italiano (Gualtieri, n. 1928 - Roma, † 1990)

## Critici cinematografici(1)
- Umberto Barbaro, critico cinematografico, sceneggiatore e regista italiano (Acireale, n. 1902 - Roma, † 1959)

## Critici letterari(2)
- Umberto Bosco, critico letterario, storico della letteratura e italianista italiano (Catanzaro, n. 1900 - Roma, † 1987)
- Umberto Cosmo, critico letterario italiano (Vittorio Veneto, n. 1868 - Corio, † 1944)

## Critici musicali(1)
- Umberto Padroni, critico musicale, scrittore e musicologo italiano (Milano, n. 1934)

## Cuochi(1)
- Umberto Bombana, cuoco italiano (Clusone, n. 1963)

## Danzatori(2)
- Umberto De Luca, ballerino e coreografo italiano (Napoli, n. 1966)
- Umberto Gaudino, ballerino italiano (San Giorgio a Cremano, n. 1990)

## Diplomatici(4)
- Umberto Grazzi, diplomatico italiano (Firenze, n. 1896 - Ginevra, † 1963)
- Umberto La Rocca, diplomatico italiano (Porto Said, n. 1920 - Roma, † 2011)
- Umberto Serristori, diplomatico e politico italiano (Firenze, n. 1861 - Firenze, † 1941)
- Umberto Vattani, diplomatico italiano (Skopje, n. 1938)

## Direttori d'orchestra(1)
- Umberto Benedetti Michelangeli, direttore d'orchestra italiano (Montichiari, n. 1952)

## Dirigenti d'azienda(7)
- Umberto Brustio, dirigente d'azienda e imprenditore italiano (Buenos Aires, n. 1878 - Milano, † 1972)
- Umberto di Capua, manager e diplomatico italiano (Rotondella, n. 1936)
- Umberto Cuttica, dirigente d'azienda italiano (Firenze, n. 1928 - Torino, † 2023)
- Umberto Nordio, dirigente d'azienda italiano (Genova, n. 1919 - Roma, † 2008)
- Umberto Paolucci, dirigente d'azienda italiano (Ravenna, n. 1944)
- Umberto Quadrino, dirigente d'azienda italiano (Torino, n. 1946)
- Umberto Scarimboli, dirigente d'azienda italiano (Milano, n. 1949)

## Dirigenti pubblici(1)
- Umberto Preziotti, dirigente pubblico, architetto e militare italiano (Fermo, n. 1893 - Firenze, † 1978)

## Dirigenti sportivi(2)
- Umberto Gandini, dirigente sportivo italiano (Varese, n. 1960)
- Umberto Mannocci, dirigente sportivo, allenatore di calcio e calciatore italiano (Livorno, n. 1922 - Pisa, † 2004)

## Discoboli(1)
- Umberto Avattaneo, discobolo italiano (Roma, n. 1883 - Roma, † 1958)

## Disegnatori(2)
- Umberto Onorato, disegnatore, scenografo e giornalista italiano (Lucera, n. 1898 - Cassino, † 1967)
- Umberto Tirelli, disegnatore italiano (Modena, n. 1871 - Bologna, † 1954)

## Drammaturghi(3)
- Umberto Marino, commediografo, regista e sceneggiatore italiano (Roma, n. 1952)
- Umberto Morucchio, drammaturgo e scrittore italiano (Murano, n. 1893 - Milano, † 1979)
- Umberto Simonetta, drammaturgo, paroliere e umorista italiano (Milano, n. 1926 - Milano, † 1998)

## Economisti(1)
- Umberto Ricci, economista e statistico italiano (Chieti, n. 1879 - Il Cairo, † 1946)

## Editori(1)
- Umberto Allemandi, editore italiano (Torino, n. 1938)

## Educatori(1)
- Umberto Mormile, educatore italiano (n. 1953 - Carpiano, † 1990)

## Fantini(2)
- Umberto Baldini, fantino italiano (Montevarchi, n. 1904 - Firenze, † 1982)
- Umberto Castiglionesi, fantino italiano (Pozzuolo Umbro, n. 1936 - Santo Domingo, † 2017)

## Filosofi(5)
- Umberto Campagnolo, filosofo italiano (Este, n. 1904 - Venezia, † 1976)
- Umberto Curi, filosofo italiano (Verona, n. 1941)
- Umberto Galimberti, filosofo, saggista e psicoanalista italiano (Monza, n. 1942)
- Umberto Antonio Padovani, filosofo e storico della filosofia italiano (Ancona, n. 1894 - Gaggiano, † 1968)
- Umberto Regina, filosofo e storico della filosofia italiano (Sabbioneta, n. 1937 - Parma, † 2024)

## Fisici(1)
- Umberto Pellegrini, fisico italiano (Patrica, n. 1930 - Milano, † 2014)

## Fotografi(1)
- Umberto Pizzi, fotografo italiano (Zagarolo, n. 1937)

## Fotoreporter(1)
- Umberto Cicconi, fotoreporter italiano (Roma, n. 1958)

## Fumettisti(1)
- Umberto Manfrin, fumettista italiano (Udine, n. 1927 - Milano, † 2005)

## Funzionari(3)
- Umberto Improta, funzionario e prefetto italiano (Napoli, n. 1932 - Roma, † 2002)
- Umberto Mondio, prefetto italiano (Messina, n. 1902 - Roma, † 1981)
- Umberto Ricci, funzionario e politico italiano (Capurso, n. 1878 - Roma, † 1957)

## Generali(12)
- Umberto Baistrocchi, generale e aviatore italiano (Castellammare di Stabia, n. 1900 - Roma, † 1998)
- Umberto Bernardini, generale e aviatore italiano (Roma, n. 1921 - Roma, † 2010)
- Umberto Borla, generale e partigiano italiano (Nole, n. 1904 - † 1995)
- Umberto Cappuzzo, generale e politico italiano (Gorizia, n. 1922 - Roma, † 2014)
- Umberto Fadini, generale italiano (Crema, n. 1862 - Cavazuccherina, † 1918)
- Umberto Mondino, generale italiano (Roma, n. 1883 - Parma, † 1964)
- Umberto Nobile, generale, esploratore e ingegnere italiano (Lauro, n. 1885 - Roma, † 1978)
- Umberto Rapetto, generale italiano (Acqui Terme, n. 1959)
- Umberto Ricagno, generale italiano (Sezzadio, n. 1890 - Roma, † 1964)
- Umberto Rocca, generale italiano (Rodi, n. 1940 - Avezzano, † 2023)
- Umberto Utili, generale italiano (Roma, n. 1895 - Milano, † 1952)
- Umberto di Giorgio, generale italiano (Roma, n. 1882 - Schokken, † 1943)

## Ginnasti(2)
- Umberto Zanolini, ginnasta italiano (Brescia, n. 1887 - † 1973)
- Umberto Zurlini, ginnasta italiano (Bologna, n. 2001)

## Giocatori di baseball(1)
- Umberto Calzolari, giocatore di baseball e dirigente sportivo italiano (Bologna, n. 1938 - Bologna, † 2018)

## Giocatori di curling(1)
- Umberto Vacondio, ex giocatore di curling italiano

## Giornalisti(11)
- Umberto Banchelli, giornalista italiano (Firenze, n. 1891 - Firenze, † 1975)
- Umberto Brindani, giornalista italiano (Busseto, n. 1958)
- Umberto Calosso, giornalista e politico italiano (Belveglio, n. 1895 - Roma, † 1959)
- Umberto Vittorio Cavassa, giornalista italiano (Massa, n. 1890 - Chiavari, † 1972)
- Umberto Cecchi, giornalista e scrittore italiano (Pistoia, n. 1940)
- Umberto Guglielmotti, giornalista, politico e aviatore italiano (Perugia, n. 1892 - Roma, † 1976)
- Umberto La Rocca, giornalista italiano (Roma, n. 1959)
- Umberto Lucentini, giornalista italiano (Palermo, n. 1962)
- Umberto Notari, giornalista, scrittore e editore italiano (Bologna, n. 1878 - Perledo, † 1950)
- Umberto Segato, giornalista, scrittore e poeta italiano (Mira, n. 1932 - Todi, † 2025)
- Umberto Silvagni, giornalista e politico italiano (Perugia, n. 1862 - Bologna, † 1941)

## Giuristi(6)
- Umberto Cerroni, giurista italiano (Lodi, n. 1926 - Roma, † 2007)
- Umberto Leanza, giurista italiano (Napoli, n. 1933 - Roma, † 2022)
- Umberto Navarrini, giurista italiano (Sarzana, n. 1870 - Roma, † 1947)
- Umberto Pototschnig, giurista e avvocato italiano (Vicenza, n. 1929 - Bassano del Grappa, † 2012)
- Umberto Romagnoli, giurista italiano (Bologna, n. 1935 - Bologna)
- Umberto Vincenti, giurista italiano (Padova, n. 1957)

## Grecisti(1)
- Umberto Albini, grecista, filologo classico e traduttore italiano (Savona, n. 1923 - Genova, † 2011)

## Hockeisti in carrozzina(1)
- Umberto Marotta, ex hockeista in carrozzina italiano (Roma, n. 1980)

## Imprenditori(7)
- Umberto Agnelli, imprenditore, dirigente sportivo e politico italiano (Losanna, n. 1934 - Venaria Reale, † 2004)
- Umberto Branchini, imprenditore italiano (Modena, n. 1914 - Milano, † 1997)
- Umberto Lenzini, imprenditore, dirigente sportivo e calciatore statunitense (Walsenburg, n. 1912 - Roma, † 1987)
- Umberto Locatelli, imprenditore, dirigente d'azienda e politico italiano (Ballabio, n. 1878 - Lecco, † 1958)
- Umberto Mandelli, imprenditore e inventore italiano (Piacenza, n. 1940 - Piacenza, † 2015)
- Umberto Panini, imprenditore italiano (Pozza di Maranello, n. 1930 - Modena, † 2013)
- Umberto Trabattoni, imprenditore e dirigente sportivo italiano (Seregno, n. 1885 - Varese, † 1963)

## Ingegneri(3)
- Umberto Ruggiero, ingegnere italiano (Bari, n. 1927 - Bari, † 2024)
- Umberto Savoja, ingegnere aeronautico e militare italiano (Torino, n. 1872 - Lido di Camaiore, † 1954)
- Umberto Tombari, ingegnere italiano (Massa Marittima, n. 1900 - Grosseto, † 1984)

## Latinisti(1)
- Umberto Moricca, latinista italiano (Filandari, n. 1888 - Nettuno, † 1948)

## Letterati(1)
- Umberto Norsa, letterato italiano (Mantova, n. 1866 - Mantova, † 1943)

## Lottatori(4)
- Umberto Marcheggiani, ex lottatore italiano (Gubbio, n. 1943)
- Umberto Pirrone, ex lottatore italiano (n. 1972)
- Umberto Silvestri, lottatore, rugbista a 15 e allenatore di rugby a 15 italiano (Roma, n. 1915 - Roma, † 2009)
- Umberto Trippa, lottatore italiano (Terni, n. 1931 - † 2015)

## Mafiosi(3)
- Umberto Ammaturo, mafioso e collaboratore di giustizia italiano (Napoli, n. 1941)
- Umberto Bellocco, mafioso italiano (Rosarno, n. 1937 - Opera, † 2022)
- Umberto Valenti, mafioso italiano (Barcellona Pozzo di Gotto, n. 1891 - Manhattan, † 1922)

## Maratoneti(1)
- Umberto Blasi, maratoneta italiano (Roma, n. 1886 - Roma, † 1938)

## Matematici(5)
- Umberto Bartocci, matematico italiano (Roma, n. 1944)
- Umberto Bottazzini, matematico italiano (Viadana, n. 1947)
- Umberto Cisotti, matematico e fisico italiano (Voghera, n. 1882 - Milano, † 1946)
- Umberto Crudeli, matematico e fisico italiano (Macerata, n. 1878 - Ascoli Piceno, † 1959)
- Umberto Forti, matematico e storico della scienza italiano (Roma, n. 1901 - Milano, † 1987)

## Medici(4)
- Umberto Carpi De Resmini, medico e patologo italiano (Precotto, n. 1881 - Milano, † 1970)
- Umberto Gabbi, medico e politico italiano (Casteldidone, n. 1860 - Figline Valdarno, † 1933)
- Umberto Piscicelli, medico e scrittore italiano (Scerni, n. 1927 - Roma, † 2003)
- Umberto Scapagnini, medico e politico italiano (Napoli, n. 1941 - Roma, † 2013)

## Mezzofondisti(1)
- Umberto Cerati, mezzofondista italiano (Verona, n. 1911 - Milano, † 1994)

## Militari(29)
- Umberto Bardelli, ufficiale italiano (Livorno, n. 1908 - Ozegna, † 1944)
- Umberto Beer, ufficiale italiano (Ancona, n. 1896 - San Paolo del Brasile, † 1979)
- Umberto Bertozzi, militare e criminale di guerra italiano (Colorno, n. 1905 - Ponte dell'Olio, † 1964)
- Umberto Carrano, militare italiano (Livorno, n. 1895 - Rob Gheveà, † 1937)
- Umberto Cerboni, militare italiano (Roma, n. 1891 - Trambileno, † 1916)
- Umberto Degli Esposti, militare e aviatore italiano (Bologna, n. 1908 - Addis Abeba, † 1936)
- Umberto Dianda, militare italiano (Lucca, n. 1916 - † 2005)
- Umberto Erriu, militare italiano (Oristano, n. 1964 - Castel Maggiore, † 1988)
- Umberto Ferraro, militare italiano (Locri, n. 1973)
- Umberto Gelmetti, militare e aviatore italiano (Bardolino, n. 1893)
- Umberto Grosso, militare e marinaio italiano (Pinerolo, n. 1890 - Mar Mediterraneo, † 1941)
- Umberto Lusena, militare e partigiano italiano (Livorno, n. 1904 - Roma, † 1944)
- Umberto Maddalena, ufficiale e aviatore italiano (Bottrighe, n. 1894 - Tirrenia, † 1931)
- Umberto Masotto, militare italiano (Noventa Vicentina, n. 1864 - Adua, † 1896)
- Umberto Montanari, militare e politico italiano (Parma, n. 1867 - Forte dei Marmi, † 1932)
- Umberto Nicosia, militare italiano (Roma, n. 1915 - Balka Oskad, † 1941)
- Ferruccio Petracchi, militare italiano (Milano, n. 1915 - Fagodnij, † 1942)
- Umberto Novaro, militare e marinaio italiano (Diano Marina, n. 1891 - Mar Mediterraneo, † 1940)
- Umberto Pace, militare italiano (Pettorano sul Gizio, n. 1894 - Monte Sleme, † 1915)
- Umberto Dario Paulucci de Calboli, ufficiale e ingegnere italiano (Bassano del Grappa, n. 1889 - Napoli, † 1974)
- Umberto Sacco, militare italiano (Alba, n. 1898 - Giavera del Montello, † 1918)
- Umberto Saracini, militare italiano (Ancona, n. 1900 - Quota 1308 dei Mali Trebescines, † 1941)
- Umberto di Savoia-Aosta, militare e nobile italiano (Torino, n. 1889 - Crespano Veneto, † 1918)
- Umberto Solarino, militare italiano (Modica, n. 1883 - Modica, † 1951)
- Umberto Somma, militare e politico italiano (Pistoia, n. 1878 - Roma, † 1955)
- Umberto Spigo, militare italiano (Patti, n. 1883 - Torino, † 1954)
- Umberto Tinivella, militare italiano (Lucca, n. 1891 - Campagna italiana di Grecia, † 1941)
- Umberto Visetti, militare italiano (Saluzzo, n. 1897 - Torino, † 1973)
- Umberto Zamboni, militare e politico italiano (Verona, n. 1865 - Verona, † 1956)

## Musicisti(1)
- Umberto Fiori, musicista, scrittore e poeta italiano (Sarzana, n. 1949)

## Naturalisti(1)
- Umberto Quattrocchi, naturalista e ginecologo italiano (Bergamo, n. 1947 - Palermo, † 2019)

## Nobili(6)
- Umberto Cagni di Bu Meliana, nobile, ammiraglio e esploratore italiano (Asti, n. 1863 - Genova, † 1932)
- Umberto II del Viennois, nobile francese (n. 1312 - Clermont d’Auvergne, † 1355)
- Umberto I del Viennois, nobile (n. 1240 - Bouvante, † 1307)
- Umberto di Ginevra, nobile franco
- Umberto VIII di Thoire-Villars, nobile († 1400)
- Umberto di Savoia, nobile (n. 1377 - Estavayer-le-Lac, † 1443)

## Notai(1)
- Umberto Alberici, notaio e politico italiano (Milano, n. 1905 - Milano, † 1997)

## Oncologi(1)
- Umberto Veronesi, oncologo e politico italiano (Milano, n. 1925 - Milano, † 2016)

## Ostacolisti(1)
- Umberto Ridi, ostacolista italiano (Livorno, n. 1913 - Firenze, † 1981)

## Pallamanisti(2)
- Umberto Bronzo, pallamanista italiano (Scandiano, n. 2000)
- Umberto Giannoccaro, pallamanista italiano (Fasano, n. 1988)

## Pallanuotisti(2)
- Umberto Esposito, pallanuotista italiano (Napoli, n. 1995)
- Umberto Panerai, ex pallanuotista italiano (Firenze, n. 1953)

## Parolieri(1)
- Umberto Bertini, paroliere e compositore italiano (Roma, n. 1900 - Roma, † 1987)

## Partigiani(5)
- Umberto Bisi, partigiano e politico italiano (Rovereto sulla secchia frazione di Novi di Modena, n. 1923 - Modena, † 1999)
- Umberto Fusaroli Casadei, partigiano e rivoluzionario italiano (Bertinoro, n. 1926 - Forlì, † 2007)
- Umberto Ilariuzzi, partigiano e sindacalista italiano (Parma, n. 1908 - Parma, † 1985)
- Umberto Ricci, partigiano italiano (Massa Lombarda, n. 1923 - Ravenna, † 1944)
- Umberto Volpi, partigiano e militare italiano (Fara Sabina, n. 1892 - Treglia, † 1943)

## Pattinatori artistici a rotelle(1)
- Umberto Paganelli, pattinatore artistico a rotelle italiano (Genova, n. 1956 - Genova, † 2015)

## Pedagogisti(1)
- Umberto Margiotta, pedagogista italiano (Capurso, n. 1947 - Verona, † 2019)

## Pianisti(3)
- Umberto Cesari, pianista italiano (Chieti, n. 1920 - Roma, † 1992)
- Umberto Petrin, pianista italiano (Broni, n. 1960)
- Umberto Prous, pianista e compositore italiano (Intra, n. 1923 - Milano, † 1982)

## Piloti automobilistici(2)
- Umberto Grano, pilota automobilistico italiano (Venezia, n. 1940 - Venezia, † 2024)
- Umberto Maglioli, pilota automobilistico italiano (Bioglio, n. 1928 - Monza, † 1999)

## Piloti di rally(1)
- Umberto Scandola, pilota di rally italiano (Verona, n. 1984)

## Piloti motociclistici(1)
- Umberto Masetti, pilota motociclistico italiano (Parma, n. 1926 - Maranello, † 2006)

## Pittori(26)
- Umberto Bargellini, pittore italiano (Firenze, n. 1884 - † 1956)
- Umberto Bignardi, pittore italiano (Bologna, n. 1935 - Milano, † 2022)
- Umberto Boccioni, pittore, scultore e scrittore italiano (Reggio Calabria, n. 1882 - Verona, † 1916)
- Umberto Bottazzi, pittore, illustratore e ceramista italiano (Roma, n. 1865 - Roma, † 1932)
- Umberto Buscioni, pittore italiano (Pistoia, n. 1931 - Pistoia, † 2019)
- Umberto Maria Casotti, pittore italiano (Taranto, n. 1919 - Roma, † 2000)
- Umberto Colonna, pittore italiano (Bari, n. 1913 - Bari, † 1993)
- Primo Conti, pittore, compositore e scrittore italiano (Firenze, n. 1900 - Fiesole, † 1988)
- Umberto Coromaldi, pittore italiano (Roma, n. 1870 - Roma, † 1948)
- Umberto Faini, pittore italiano (Milano, n. 1933)
- Umberto Folli, pittore italiano (Massa Lombarda, n. 1919 - Massa Lombarda, † 1989)
- Umberto Franzosi, pittore italiano (Suzzara, n. 1892 - Milano, † 1973)
- Umberto Lilloni, pittore italiano (Milano, n. 1898 - Milano, † 1980)
- Umberto Losi, pittore italiano (Piacenza, n. 1928 - † 1982)
- Umberto Martina, pittore italiano (Dardago, n. 1880 - Tauriano, † 1945)
- Umberto Moggioli, pittore italiano (Trento, n. 1886 - Roma, † 1919)
- Umberto Ongania, pittore italiano (Venezia, n. 1867 - † 1942)
- Umberto Prencipe, pittore e incisore italiano (Napoli, n. 1879 - Roma, † 1962)
- Umberto Rognoni, pittore italiano (Morbegno, n. 1907 - Norimberga, † 1945)
- Umberto Rossi Vezzani, pittore italiano (Milano, n. 1897 - Milano, † 1953)
- Umberto Savoia, pittore italiano (Rovereto, n. 1933 - Rovereto, † 2006)
- Umberto Sgarzi, pittore italiano (Bologna, n. 1921 - Bologna, † 2017)
- Umberto Verdirosi, pittore, poeta e attore italiano (Trino Vercellese, n. 1935)
- Umberto Veruda, pittore austro-ungarico (Trieste, n. 1868 - Trieste, † 1904)
- Umberto Zanetti, pittore e artista italiano (Bologna, n. 1930 - Dozza, † 2025)
- Umberto Ziveri, pittore italiano (Milano, n. 1891 - Milano, † 1971)

## Poeti(4)
- Umberto Bellintani, poeta italiano (Gorgo di San Benedetto Po, n. 1914 - San Benedetto Po, † 1999)
- Umberto Fraccacreta, poeta italiano (San Severo, n. 1892 - San Severo, † 1947)
- Umberto Piersanti, poeta italiano (Urbino, n. 1941)
- Umberto Saba, poeta e scrittore italiano (Trieste, n. 1883 - Gorizia, † 1957)

## Politici(43)
- Umberto Adamoli, politico e militare italiano (Teramo, n. 1878 - Teramo, † 1962)
- Umberto Ajello, politico italiano (La Spezia, n. 1901)
- Umberto Albini, politico e prefetto italiano (Portomaggiore, n. 1895 - Roma, † 1973)
- Umberto Amaduzzi, politico italiano (Bologna, n. 1900 - Bologna, † 1944)
- Umberto Balestrazzi, politico e sindacalista italiano (Parma, n. 1885 - Roma, † 1970)
- Umberto Barbaresi, politico italiano (Mergo, n. 1926 - Massa, † 2011)
- Umberto Bernardini, politico e filosofo italiano (Urbino, n. 1942 - † 2013)
- Umberto Bossi, politico e giornalista italiano (Cassano Magnago, n. 1941)
- Umberto Buratti, politico italiano (Forte dei Marmi, n. 1960)
- Umberto Cardia, politico italiano (Tortolì, n. 1921 - Cagliari, † 2003)
- Umberto Carpi, politico, storico della letteratura e italianista italiano (Bolzano, n. 1941 - Pisa, † 2013)
- Umberto Chiacchio, politico e imprenditore italiano (Grumo Nevano, n. 1930 - Massa Lubrense, † 2001)
- Umberto Chincarini, politico italiano (Verona, n. 1957)
- Umberto Corsi, politico italiano (Grosseto, n. 1938)
- Umberto D'Ottavio, politico italiano (Cerignola, n. 1961)
- Umberto Del Basso De Caro, politico italiano (Benevento, n. 1953)
- Umberto Delle Fave, politico italiano (San Severo, n. 1912 - Roma, † 1986)
- Umberto Di Primio, politico italiano (Ripa Teatina, n. 1968)
- Umberto Emo Capodilista, politico italiano (Padova, n. 1927 - Padova, † 2010)
- Umberto Farri, politico italiano (Casalgrande, n. 1883 - Reggio nell'Emilia, † 1946)
- Umberto Fiore, politico e sindacalista italiano (Messina, n. 1896 - Messina, † 1978)
- Umberto Fusco, politico italiano (Roccagorga, n. 1956)
- Umberto Gelmetti, politico italiano (Verona, n. 1895 - Roma, † 1956)
- Umberto Giannini, politico italiano (n. 1877)
- Umberto Giovine, politico e giornalista italiano (Firenze, n. 1941 - Pescara, † 2022)
- Umberto Grilli, politico italiano (Volterra, n. 1882 - Asti, † 1951)
- Umberto Marroni, politico italiano (Roma, n. 1966)
- Umberto Merlin, politico italiano (Rovigo, n. 1885 - Padova, † 1964)
- Umberto Pagani, politico, sindacalista e partigiano italiano (Parma, n. 1892 - Parma, † 1966)
- Umberto Pagliacci, politico italiano (Perugia, n. 1930 - Perugia, † 2000)
- Umberto Pirilli, politico italiano (Gioia Tauro, n. 1940)
- Umberto Pistoia, politico italiano (Vigevano, n. 1884 - † 1960)
- Umberto Puppini, politico italiano (Bologna, n. 1884 - Bologna, † 1946)
- Umberto Ranieri, politico italiano (Napoli, n. 1947)
- Umberto Righetti, politico italiano (Bologna, n. 1923 - † 2012)
- Umberto Sampietro, politico italiano (Borgosesia, n. 1902 - † 1977)
- Umberto Sannicolò, politico italiano (Rovereto, n. 1902 - † 1962)
- Umberto Scardaoni, politico italiano (Savona, n. 1932 - Savona, † 2016)
- Umberto Terracini, politico e antifascista italiano (Genova, n. 1895 - Roma, † 1983)
- Umberto Tomba, politico italiano (Lonigo, n. 1901 - † 1971)
- Umberto Vacca, politico italiano (Afragola, n. 1878 - † 1936)
- Umberto Viale, politico italiano (n. 1931 - † 1969)
- Umberto Zurlini, politico italiano (Modena, n. 1922 - Roma, † 1968)

## Politologi(1)
- Umberto Segre, politologo, filosofo e antifascista italiano (Cuneo, n. 1908 - Milano, † 1969)

## Poliziotti(1)
- Umberto Pierantoni, poliziotto, prefetto e funzionario italiano (Napoli, n. 1931)

## Presbiteri(3)
- Umberto Benigni, presbitero, storico e giornalista italiano (Perugia, n. 1862 - Roma, † 1934)
- Umberto Pessina, presbitero italiano (Poviglio, n. 1902 - Correggio, † 1946)
- Umberto Pineschi, presbitero e organista italiano (Trieste, n. 1935)

## Produttori cinematografici(1)
- Umberto Massa, produttore cinematografico italiano (Napoli, n. 1963)

## Rabbini(1)
- Umberto Cassuto, rabbino, storico e ebraista italiano (Firenze, n. 1883 - Gerusalemme, † 1951)

## Rapper(1)
- Wayne Santana, rapper italiano (Roma, n. 1991)

## Registi(4)
- Umberto Carteni, regista e sceneggiatore italiano (Roma, n. 1970)
- Umberto Lenzi, regista, sceneggiatore e scrittore italiano (Massa Marittima, n. 1931 - Roma, † 2017)
- Umberto Paradisi, regista, attore e giornalista italiano (San Giorgio di Lomellina, n. 1878 - Torino, † 1933)
- Umberto Scarpelli, regista e sceneggiatore italiano (Orvieto, n. 1904 - Roma, † 1980)

## Registi teatrali(2)
- Umberto Benedetto, regista teatrale italiano (Patti, n. 1915 - Firenze, † 2003)
- Umberto Cantone, regista teatrale e attore italiano (Palermo, n. 1959)

## Religiosi(2)
- Umberto Pasquale, religioso e letterato italiano (Vignole Borbera, n. 1906 - Rivoli, † 1985)
- Umberto di Romans, religioso francese (Romans-sur-Isère - Valence, † 1277)

## Rugbisti a 15(3)
- Umberto Calcinai, rugbista a 15 e allenatore di rugby a 15 neozelandese (Wellington, n. 1892 - Wellington, † 1963)
- Umberto Levorato, rugbista a 15 e allenatore di rugby a 15 italiano (Venezia, n. 1931 - Favaro Veneto, † 2011)
- Umberto Pilla, rugbista a 15 italiano (Jesolo, n. 1993)

## Sceneggiatori(1)
- Umberto Contarello, sceneggiatore e scrittore italiano (Padova, n. 1958)

## Scenografi(3)
- Umberto Brunelleschi, scenografo e pittore italiano (Montemurlo, n. 1879 - Parigi, † 1949)
- Umberto Turco, scenografo italiano (Roma, n. 1928 - Roma, † 2003)
- Umberto Zimelli, scenografo, illustratore e pittore italiano (Forlì, n. 1898 - Milano, † 1972)

## Schermidori(2)
- Umberto De Martino, schermidore e dirigente sportivo italiano (Bologna, n. 1906 - † 1970)
- Umberto Menegalli, schermidore svizzero (Malvaglia, n. 1925 - † 1988)

## Scrittori(7)
- Umberto Cordier, scrittore italiano (Alba, n. 1953)
- Umberto Domina, scrittore, umorista e autore televisivo italiano (Palermo, n. 1921 - Milano, † 2006)
- Umberto Fracchia, scrittore italiano (Lucca, n. 1889 - Roma, † 1930)
- Umberto Marongiu, scrittore italiano (San Gavino Monreale, n. 1965)
- Umberto Morra di Lavriano, scrittore e giornalista italiano (Firenze, n. 1897 - Cortona, † 1981)
- Umberto Pasti, scrittore e botanico italiano (Milano, n. 1957)
- Umberto Silva, scrittore, regista e psicoanalista italiano (Pellio Intelvi, n. 1943)

## Scultori(6)
- Umberto Bassignani, scultore italiano (Fivizzano, n. 1878 - Lerici, † 1944)
- Umberto Fioravanti, scultore italiano (Livorno, n. 1882 - † 1918)
- Umberto Mastroianni, scultore, pittore e partigiano italiano (Fontana Liri, n. 1910 - Marino, † 1998)
- Umberto Milani, scultore e pittore italiano (Milano, n. 1912 - Milano, † 1969)
- Umberto Piombino, scultore e ceramista italiano (Genova, n. 1920 - Genova, † 1995)
- Umberto Volante, scultore italiano (Cona, n. 1925 - Merano, † 2016)

## Semiologi(1)
- Umberto Eco, semiologo, filosofo e scrittore italiano (Alessandria, n. 1932 - Milano, † 2016)

## Siepisti(1)
- Umberto Risi, ex siepista e mezzofondista italiano (Roma, n. 1940)

## Sindacalisti(1)
- Umberto Pasella, sindacalista e politico italiano (Orbetello, n. 1870 - † 1957)

## Sollevatori(1)
- Umberto Brizzi, sollevatore italiano (Roma, n. 1908 - Nemi, † 1991)

## Sovrani(1)
- Umberto I di Savoia, sovrano italiano (Torino, n. 1844 - Monza, † 1900)

## Stilisti(1)
- Umberto Ginocchietti, stilista e imprenditore italiano (Perugia, n. 1940 - Perugia, † 2014)

## Storici(9)
- Umberto Artioli, storico e critico teatrale italiano (Mantova, n. 1939 - Mantova, † 2004)
- Umberto Caldora, storico italiano (Castrovillari, n. 1924 - Arcavacata, † 1975)
- Umberto Coldagelli, storico italiano (Scheggia, n. 1931 - Roma, † 2022)
- Umberto Fracassini, storico e presbitero italiano (Mercatale, n. 1862 - Perugia, † 1950)
- Umberto Gentiloni, storico e docente italiano (Losanna, n. 1968)
- Umberto Grillo, storico, scrittore e artista italiano (Napoli, n. 1959)
- Umberto Laffi, storico e epigrafista italiano (Belluno, n. 1939)
- Umberto Levra, storico italiano (Mathi, n. 1945 - San Mauro Torinese, † 2021)
- Umberto Roberto, storico italiano (Roma, n. 1969)

## Storici dell'arte(2)
- Umberto Baldini, storico dell'arte italiano (Pitigliano, n. 1921 - Massa, † 2006)
- Umberto Gnoli, storico dell'arte e museologo italiano (Roma, n. 1878 - Campello sul Clitunno, † 1947)

## Tennisti(1)
- Bitti Bergamo, tennista e imprenditore italiano (Venezia, n. 1930 - Prato, † 1979)

## Tenori(2)
- Umberto Borsò, tenore italiano (La Spezia, n. 1923 - Roma, † 2018)
- Umberto Davide, tenore italiano (Sorrento, n. 1900 - Sorrento, † 2003)

## Traduttori(1)
- Umberto Gandini, traduttore, giornalista e scrittore italiano (Milano, n. 1935 - Bolzano, † 2021)

## Velocisti(2)
- Umberto Barozzi, velocista italiano (Ivrea, n. 1881 - Novara, † 1929)
- Umberto Colombo, velocista italiano (Brembate di Sopra, n. 1880)

## Vescovi cattolici(6)
- Umberto Luciano Altomare, vescovo cattolico italiano (Cellara, n. 1914 - Teggiano, † 1986)
- Umberto Florenzani, vescovo cattolico italiano (Pofi, n. 1919 - Roma, † 1987)
- Umberto Locati, vescovo cattolico italiano (Castel San Giovanni, n. 1503 - Piacenza, † 1587)
- Umberto Ravetta, vescovo cattolico e direttore di coro italiano (Venezia, n. 1884 - Senigallia, † 1965)
- Umberto Rossi, vescovo cattolico italiano (Casorzo, n. 1879 - Asti, † 1952)
- Umberto Tramma, vescovo cattolico italiano (Napoli, n. 1931 - Roma, † 2000)

## Violinisti(1)
- Umberto Supino, violinista italiano (Firenze, n. 1883 - Bologna, † 1957)

## Zoologi(1)
- Umberto Pierantoni, zoologo italiano (Caserta, n. 1876 - Napoli, † 1958)

## Senza attività specificata(7)
- Umberto Casellato, allenatore di rugby a 15, dirigente sportivo e ex rugbista a 15 italiano (Treviso, n. 1969)
- Umberto Natali e Amina Nuget, italiano (Pescia, n. 1900 - Uzzano, † 1977)
- Umberto I Biancamano, conte (Hermillon)
- Umberto II di Savoia, italiano (Racconigi, n. 1904 - Ginevra, † 1983)
- Umberto III di Savoia, conte (Avigliana, n. 1136 - Chambéry, † 1189)
- Umberto Urbani, slavista e traduttore italiano (Capodistria, n. 1888 - Trieste, † 1967)
- Umberto II di Savoia, conte (Carignano, n. 1065 - Moûtiers, † 1103)